# Sarah Phelps
Pour les articles homonymes, voir Phelps.
Sarah Phelps est une dramaturge freelance et scénariste britannique, œuvrant pour la télévision britannique, la radio et le cinéma.
Elle travaillait pour la Royal Shakespeare Company quand elle a participé à une initiative de la BBC qui recherchait de nouveaux scénaristes.

## Filmographie partielle

### Comme scénariste
- 2002-2016 : EastEnders (série télévisée, 94 épisodes)
- 2003 : Spine Chillers (en) (série télévisée, 1 épisode)
- 2004-2006 : No Angels (série télévisée, 3 épisodes)
- 2006 : Goldplated (en) (série télévisée, 1 épisode)
- 2007 : Oliver Twist (série télévisée, 5 épisodes)
- 2007-2008 : Holby Blue (en) (HolbyBlue) (série télévisée, 3 épisodes)
- 2011 : Being Human : La Confrérie de l'étrange (Being Human) (série télévisée, saison 3, épisode 8, L'Oncle Billy de Sarah Phelps)
- 2011 : Camelot (série télévisée, 1 épisode)
- 2011 : De grandes espérances (Great Expectations) (série télévisée, 3 épisodes)
- 2012 : Falcón (en) (série télévisée, 1 épisode)
- 2014 : The Crimson Field (en) (série télévisée, 6 épisodes)
- 2015 : Une place à prendre (The Casual Vacancy) (mini-série télévisée, 3 épisodes)
- 2015 : Agatha Christie : Dix Petits Nègres (And Then There Were None) (mini-série télévisée, 3 épisodes)
- 2015-2016 : Dickensian (série télévisée, 4 épisodes)
- 2016 : Hooten and the Lady (série télévisée, 8 épisodes)
- 2016 : Témoin à charge (The Witness for the Prosecution) (mini-série télévisée, 2 épisodes)
- 2017 : The White Princess (série télévisée, 1 épisode)
- 2017 : Témoin indésirable (Ordeal by innocence) (mini-série télévisée, 3 épisodes)
- 2018 : ABC contre Poirot (The ABC Murders) (mini-série télévisée, 4 épisodes)
- 2019 : Dublin Murders (en) (série télévisée, 8 épisodes)
- 2020 : Le Cheval pâle (The Pale Horse) (mini-série télévisée, 2 épisodes)

### Comme productrice
- 2002 : Roof Sex
- 2008 : Western Spaghetti
- 2014 : The Crimson Field (en) (série télévisée, 6 épisodes)
- 2015 : Agatha Christie : Dix Petits Nègres (And Then There Were None) (série télévisée)